# Sella (gmina)
Sella – gmina w Hiszpanii, w prowincji Alicante, we wspólnocie autonomicznej Walencja, o powierzchni 38,72 km². W 2011 roku liczyła 626 mieszkańców.